# 1696
1696 (MDCXCVI) var ett skottår som började en söndag i den gregorianska kalendern och ett skottår som började en onsdag i den julianska kalendern.

## Händelser

### Februari
- 24 februari – Kungliga hovstallet på Helgeandsholmen i Stockholm förstörs i en eldsvåda.[1]

### November
- 30 november – Frankrike ockuperar Saint John's.[2]

### Okänt datum
- Isaac Newton tillträder som chef för Englands myntverk.
- Bottniska handelstvånget träder åter i kraft.
- Missväxten i Sverige kulminerar, i synnerhet i Norrland, Dalarna, Mälarlandskapen och Finland.

## Födda
- 10 februari – Johann Melchior Molter, tysk tonsättare och violinist.
- 26 februari – Carlo de Dominicis, italiensk arkitekt.
- 5 mars – Giovanni Battista Tiepolo, italiensk målare.
- 5 juli – Jonas Granberg, svensk bildhuggare och träskulptör (död 1776).
- 27 september – Alfonso dei Liguori, italiensk romersk-katolsk biskop och ordensgrundare, helgon.
- 28 oktober – Moritz, greve av Sachsen,  marskalk av Frankrike.

## Avlidna
- 12 januari – Johan Ekeblad, 67, brevskrivare och hovman.
- 9 mars – Jean de la Vallée, 71/72, fransk arkitekt verksam i Stockholm.
- 10 maj – Jean de La Bruyère, 50, fransk hovman och författare.
- 16 maj - Maria Anna av Österrike, spansk regent.
- 17 juni – Johan III Sobieski, 66, kung av Polen 1674–1696.
- 8 augusti – Vincenzo Albrici, 65, italiensk tonsättare, organist och kapellmästare.
- 21 november – Otto von Guericke, 83, tysk politiker och uppfinnare.

### Fotnoter
1. ↑  ”Stockholm den 24 Febr.”. Ordinarie Stockholmiske Post Tijdender:  s. 8. 24 februari 1696. https://tidningar.kb.se/2979645/1696-02-24/edition/145134/part/1/page/8/.
2. ↑  World Statesmen (läst 3 april 2011)